# Trình Tiêu
Trình Tiêu (tiếng Trung: 程潇, bính âm: ChengXiao), còn được biết đến với nghệ danh Cheng Xiao hay Seongso (tiếng Hàn: 성소), là một nữ ca sĩ, vũ công và diễn viên người Trung Quốc. Cô là cựu thành viên nhóm nhạc thần tượng Hàn Quốc Cosmic Girls trực thuộc Starship Entertainment. Hiện cô đang hoạt động với tư cách ca sĩ kiêm diễn viên thuộc công ty Yuehua Entertainment.

## Tiểu sử
Trình Tiêu sinh ngày 15 tháng 7 năm 1998 tại Thâm Quyến, Quảng Đông, Trung Quốc. Cô có một em gái tên là Trình Thần. Trước khi sang Hàn Quốc năm 2014, cô đã có hơn 10 năm rèn luyện tại trường múa cổ truyền. Năm 2016, Trình Tiêu ra mắt cùng Cosmic Girls, đảm nhận vai trò vũ đạo chính và trở thành gương mặt đại diện nhóm. Từ nhỏ cô đã được học múa truyền thống Trung Quốc và thể dục dụng cụ tại Trường nghệ thuật ở Thâm Quyến và Học viện Múa Xingchen. Lớn lên cô quyết định bay sang Hàn Quốc theo học khoa thực hành vũ đạo, và tốt nghiệp tại trường nghệ thuật và biểu diễn Seoul vào năm 2016. Cô tốt nghiệp Trường Nghệ thuật và biểu diễn Seoul, khoa thực hành vũ đạo vào năm 2016.
Trước khi trở thành thực tập sinh của Yuehua Entertainment, cô cũng từng được nhân viên của JYP phát hiện trong nhà vệ sinh và mời tham gia thử giọng nhưng lúc đó cô không suy nghĩ nhiều về nó và bố mẹ cũng không đồng ý.
Khán giả Hàn Quốc dành nhiều lời khen có cánh cho ngoại hình thuần Trung Hoa của Trình Tiêu. Cô được đánh giá là nữ thần tượng gốc Hoa xinh đẹp lấn át ca sĩ gốc Hàn tại Kpop. Đặc biệt, hình ảnh nữ thần tượng búi tóc 2 bên, mặc sườn xám đỏ giúp Trình Tiêu đứng đầu top tìm kiếm trên mạng trong một thời gian dài. Bên cạnh đó, Trình Tiêu còn được khen ngợi vì tính tình vui vẻ, hoạt bát, phù hợp với các chương trình giải trí. Mặc dù mới 20 tuổi nhưng Trình Tiêu đã có hơn 10 năm rèn luyện tại học viện múa cổ truyền nổi danh trước khi sang Hàn Quốc năm 2014. Ngoài ra, cô còn được học thể dụng dụng cụ tại trường võ thuật ở Thâm Quyến. Trình Tiêu có tài uốn dẻo đáng kinh ngạc, khả năng vũ đạo điêu luyện nên đảm nhận vai trò nhảy chính trong nhóm. Trình Tiêu còn là cố vấn vũ đạo cho một chương trình tuyển chọn thần tượng ở Trung Quốc.
Trước khi trở thành thực tập sinh của Starship Entertainment, Trình Tiêu cùng hai thành viên Bona và Luda từng tham gia thử giọng vào SM Entertainment nhưng không thành công.
Ngày 10/12/2015, Trình Tiêu được công bố chính thức là thành viên của WJSN và nhóm nhỏ Wonder cùng với Bona và Dayoung. Trên sân khấu debut của nhóm, Trình Tiêu gây ấn tượng với khán giả nhờ màn nhào lộn ấn tượng.
Ngày 2/1/2016, Trình Tiêu là khách mời trong video âm nhạc năm mới của UNIQ.
Tháng 9/2016, Trình Tiêu nhận được nhiều sự chú ý từ khán giả khi giành huy chương vàng bộ môn thể dục dụng cụ tại chương trình ISAC.
Năm 2017, Trình Tiêu trở thành cố vấn vũ đạo cho chương trình Produce 101 phiên bản Trung Quốc. Thái độ chuyên nghiệp cùng đánh giá sắc sảo khiến công chúng có cái nhìn khác về cô. Sau khi chương trình lên sóng, Trình Tiêu trở thành cái tên được săn đón tại quê nhà. Từ đó, cô vắng mặt trong hầu hết lịch trình của Cosmic Girls. Tại quê hương, cô tham gia nhiều chương trình thực tế, đồng thời lấn sân sang cả diễn xuất. Cô có màn "chào sân" qua vai diễn Tần Tang trong Thiên Tỉnh Chi Lộ. Ngoài ra cô còn góp mặt trong một số dự án đáng chú ý như Linh Vực, Khi em mỉm cười rất đẹp và Thám tử phố Tàu 3.
Ngày 3 tháng 3, theo một báo cáo độc quyền từ JTBC tiết lộ, có tới 5 thành viên của WJSN bao gồm Luda, Dawon, Ngô Tuyên Nghi, Trình Tiêu và Mạnh Mỹ Kỳ đều đã quyết định không tiếp tục gia hạn hợp đồng với công ty chủ quản Starship Entertainment. Luda với Dawon tuy không gia hạn với công ty chủ quản nhưng vẫn là thành viên của nhóm. Từ đội hình 13 người, WJSN chỉ còn 10 thành viên.

## Sự nghiệp

### Trước khi ra mắt
Trong một lần biểu diễn khiêu vũ, cô đã được Yuehua Entertainment chiêu mộ về làm thực tập sinh. Tuy lúc đầu mẹ cô không đồng ý cho con mình  trở thành một Idol nhưng cuối cùng cô vẫn lựa chọn con đường trở thành idol. Năm 16 tuổi cô một mình sang Hàn làm thực tập sinh. Trải qua những cuộc thi cạnh tranh khốc liệt, Trình Tiêu thành công ra mắt với tư cách thành viên của nhóm nhạc nữ Cosmic Girls của Yuehua Entertainment.
Ngày 10 tháng 12 năm 2015, Trình Tiêu được công bố sẽ chính thức là một thành viên của Cosmic Girls và nhóm nhỏ Wonder cùng với Bona và Dayoung. Cô cùng các thành viên Bona, Dayoung, Eunseo, SeolA, EXY, MeiQi và Dawon biểu diễn ca khúc giáng sinh "All I Want For Christmas Is You" của Mariah Carey thông qua kênh JuseTV của YouTube vào ngày 21.
Ngày 2 tháng 1 năm 2016, Dawon, Cheng Xiao, XuanYi, Exy và Eunseo làm khách mời trong video âm nhạc năm mới của UNIQ.
Này 10 tháng 1 năm 2016, Starship Entertainment bắt đầu phát hành "Play-File" teaser của các thành viên.
Ngày 20 tháng 1 năm 2016, SeolA, Exy, Bona, Eunseo, XuanYi, và Cheng Xiao đã có buổi chụp hình đầu tiên của họ cho Cosmopolitan Hàn Quốc, được phát hành vào tháng 2 với tựa đề "Next Body Icon, Cosmic Girls!".

### 2015 - 2016: Debut cùng Cosmic Girls và dự án YTeen

##### Ra mắt cùng WJSN
Ngày 3 tháng 12 năm 2015, một bức ảnh của các thành viên nhóm nhạc nữ mới được đăng trên Twitter chính thức của Starship cùng với chú thích "Debut! Coming Soon!".

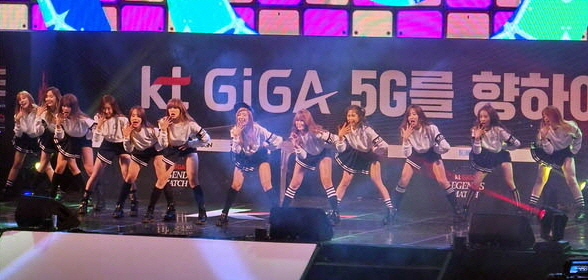
Cosmic Girls biểu diễn "Mo Mo Mo" với 12 thành viên đầu tiên

Ngày 4/12/2015 Starship Entertainment và Yuehua Entertainment giới thiệu nhóm nhạc kết hợp Hàn - Trung gồm 12 thành viên Cosmic Girls. Trình Tiêu ra mắt cùng các thành viên WJSN với MV đầu tay "MoMoMo" vào ngày 24 tháng 2 năm 2016 sau đó, họ cho ra mắt ca khúc tiếp theo trong album "WOULD YOU LIKE?, "Catch Me". Cô đảm nhận vai trò nhảy chính và gương mặt đại diện của nhóm.. Trong MV Catch Me,  màn nhào lộn của Trình Tiêu chắc chắn là những màn biểu diễn không thể nào quên đối với các fan hâm mộ vì sự độc đáo và kĩ năng đáng kinh ngạc.
Trên show âm nhạc Show Chapion ngày 27/4, cô cùng Cosmic Girls đã có màn trình diễn ca khúc "Mo Mo Mo". Được biết, do trời mưa nên sân khấu của Show Champion bị ướt và rất trơn, điều này đã khiến cho Cosmic Girls bị ngã nhiều lần trên sân khấu ngay từ lúc ca khúc bắt đầu. Màn trình diễn của nhóm ngay sau đó đã trở thành tâm điểm của cộng đồng mạng. Kpop fan đã dành nhiều lời động viên và hi vọng rằng nhóm không có vết thương gì nghiêm trọng. Bên cạnh đó, màn trượt té của Cosmic Girls cũng khiến nhiều người nhớ đến "sân khấu ngã 8 lần" của G-Friend trước đó. Vì thế đã có ý kiến cho rằng girlgroup nhà Starship đang cố tình bắt chước G-Friend để nổi tiếng. 
Mini album thứ hai của nhóm là THE SECRET đã chính thức ra mắt vào ngày 17 tháng 8. Album gồm 7 ca khúc, ca khúc chủ đề trong album là Secret.
Ngày 2 tháng 1 năm 2016, cô làm khách mời trong video âm nhạc năm mới của UNIQ cùng với các thành viên khác của Cosmic Girls là Dawon, XuanYi, EXY, và Eunseo.
Ngày 20 tháng 1 năm 2016, cô đã có buổi chụp hình đầu tiên cùng với  SeolA, Exy, Bona, Eunseo, XuanYi cho Cosmopolitan Hàn Quốc, được phát hành vào tháng 2 với tựa đề "Next Body Icon, Cosmic Girls!".
Vào ngày 21/9, Cosmic Girls đã xuất hiện bùng nổ trong chương trình âm nhạc trực tiếp nổi tiếng “Show Champion”, tại trung tâm sản xuất truyền hình kỹ thuật số Dream Center của đài MBC ở Ilsan (Hàn Quốc).

##### Dự án Y-teen thành lập

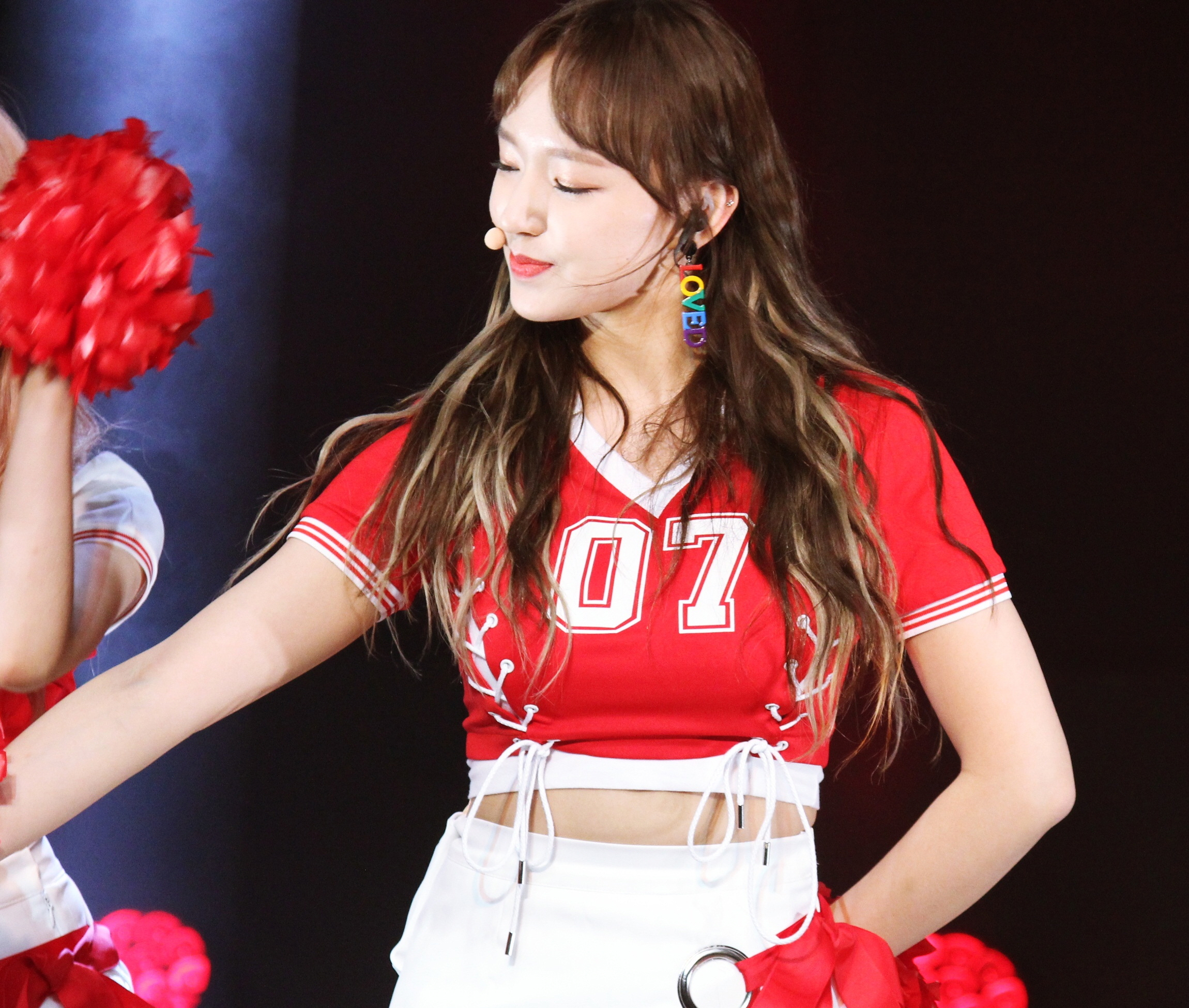
Cosmic Girls biểu diễn

Ngày 3 tháng 8, Starship Ent công  bố một nhóm nhạc dự án bao gồm cả nam lẫn nữ có tên là Y-Teen, nhóm bao gồm 7 thành viên của Monsta X và 7 thành viên của Cosmic Girls trực thuộc Starship Entertainment. Nhóm bao gồm: EXY, Cheng Xiao, Shownu, Joohoney, Minhyuk, Kihyun, Hyungwon, SeolA, Yeoreum, Soobin, Dayoung, Eunseo, . Họ ra mắt vào ngày 6 tháng 8 năm 2016 với đĩa đơn "Do Better". Nhóm hợp tác với công ty di động KT để quảng bá với tư cách là người mẫu CF cho gói điện thoại 'Y Teen' của họ.  YTEEN đã phát hành đĩa đơn đầu tay "Do Better" cách đây không lâu. Mặc dù nhóm chỉ được tạo ra cho những quảng cáo thương mại, nhưng chắc chắn sẽ chẳng có ai phiền hà nếu trong tương lai YTEEN được tạo điều kiện để quảng bá như một nhóm nhạc thật sự.
Vào tháng 11 năm 2018, Trình Tiêu phát hành bài hát solo đầu tiên "If Love", một bản OST cho trò chơi trực tuyến Xuanyuan Sword. Ca khúc đứng vị trí thứ 3 trên QQ Music ngay khi phát hành.

##### Bùng nổ sau chương trìnhISAC
Tháng 9 năm 2016, cô nhận được nhiều sự chú ý từ khán giả khi giành huy chương vàng trong bộ môn thể dục dụng cụ tại chương trình ISAC.
Trong một sự kiện bóng chày ở Hàn Quốc, cô được mời làm người ném bóng để khai mạc cho giải đấu này. Trình Tiêu gây bão khi xuất hiện trong bộ trang phục cosplay của nữ đấu sỹ trong Street Fighter – ChunLi. Cô đã giành giải nhất của "Idol First Pitch King" đài SBS. 
Cùng với Eunha (G-Friend), YooA (Oh My Girl), Nayoung (Gugudan) và Nancy (Momoland), Trình Tiêu tham gia nhóm nhạc nữ dự án "Sunny Girls" thuộc dự án Music Crush của Inkigayo. Nhóm gồm 5 thành viên, những người đã là thành viên của các nhóm nhạc nữ khác nhau: YooA ( Oh My Girl ), Nayoung ( Gugudan ), Eunha ( GFRIEND ), Trình Tiêu ( Cosmic Girls ) và Nancy ( Momoland ). Nhóm đã phát hành đĩa đơn "Taxi" vào ngày 27 tháng 11 năm 2016.

### 2017: Hoạt động cùng Cosmic Girls

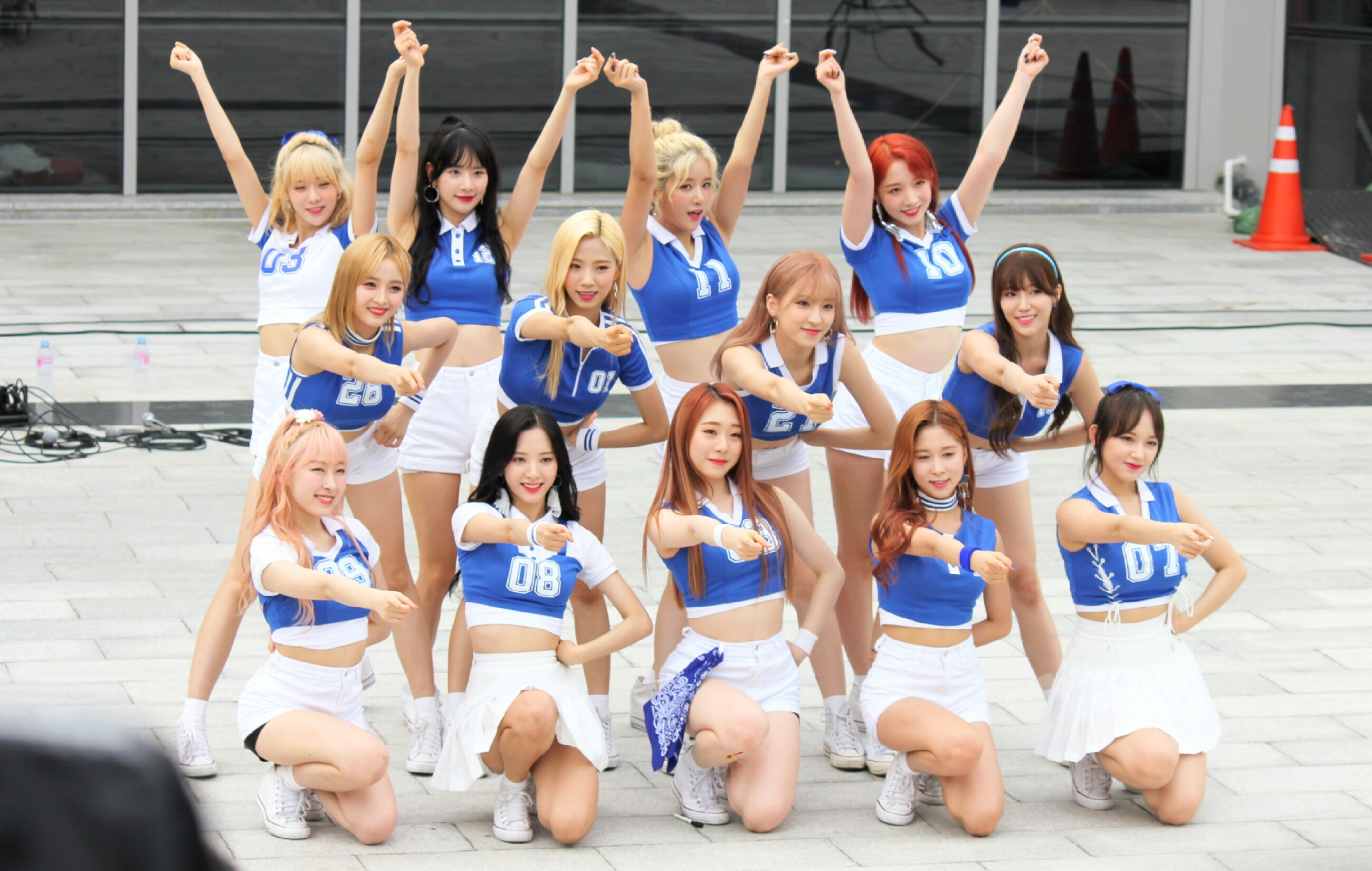
Cosmic Girls biểu diễn "Happy" vào ngày 16 tháng 7 năm 2017

Ngày 18 tháng 12 năm 2016, Cosmic Girls công bố nhóm sẽ phát hành album tiếp theo "From.WJSN" và một video cho ca khúc chủ đề “I Wish” vào nửa đêm ngày 3 tháng 1 và tổ chức một showcase cùng ngày. Ngày 19 tháng 12 nhóm đã phát hành bốn hình ảnh teaser của cả nhóm. Sau đó, ngày 21 tháng 12, những teaser cá thể của từng thành viên được công bố. Ngày 28 tháng 12, nhóm đã phát hành video teaser cho ca khúc chủ đề ” I Wish “, trong đó những cô gái Open trong một phiên bản tuyệt vời của game ” mannequin challenge “. Sau đó, Starship đã thông tin rằng Cosmic Girls sẽ comeback muộn hơn một ngày. Ngày 4 tháng 1, nhóm phát hành mini album thứ 3 mang tên From.WJSN gồm 6 ca khúc, gồm một video âm nhạc cho ca khúc chủ đề “I Wish”, video mang màu sắc tươi sáng lấy cảm hứng từ hình ảnh, cho thấy các thành viên đang có một chuyến phiêu lưu.
Cosmic Girls đã tổ chức concert đầu tiên vào ngày 19 và 20 tháng 5 tại sảnh Blue Square Samsung Card ở Seoul.

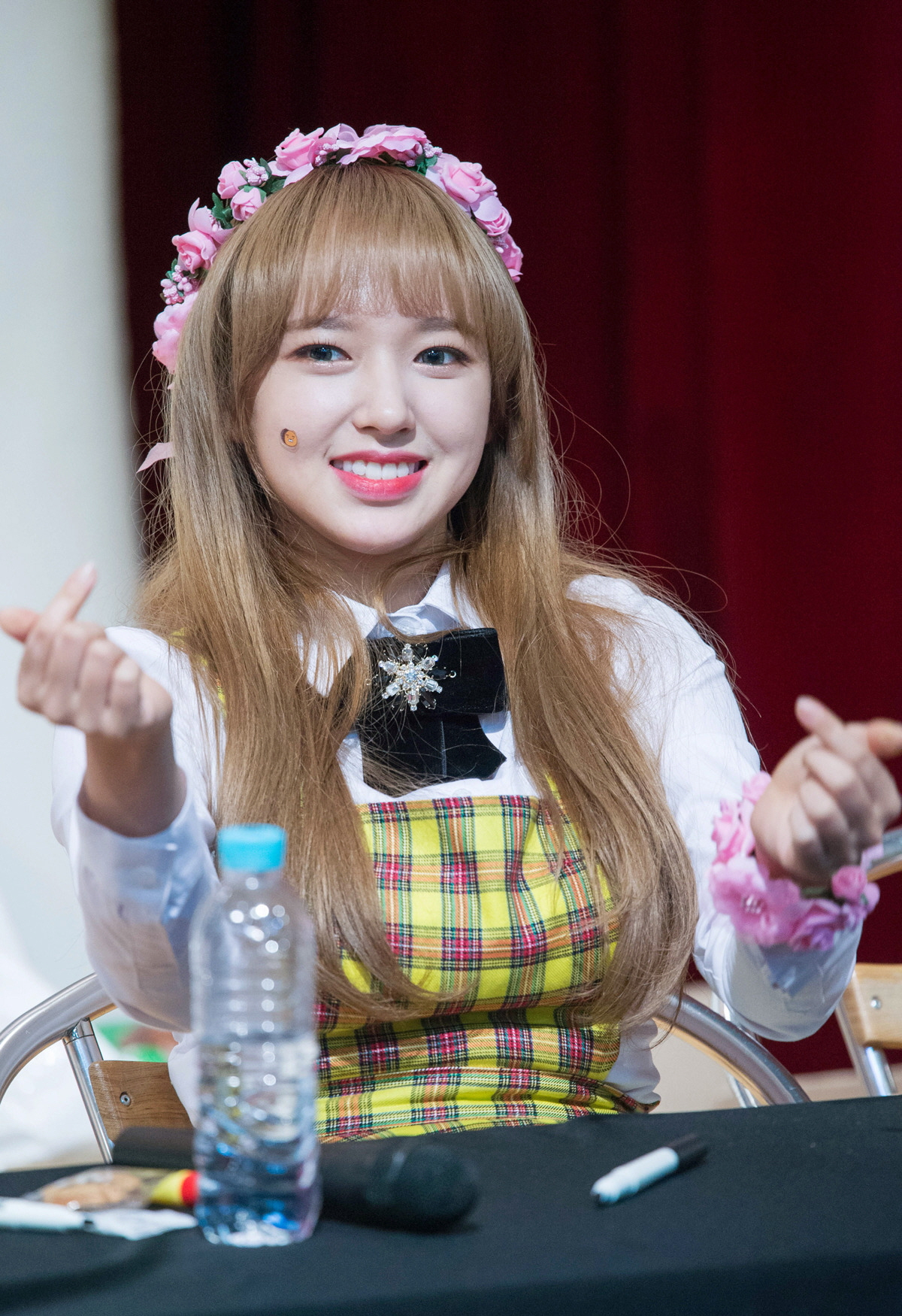
Cheng Xiao tại buổi fanmeeting ngày 17 tháng 1 năm 2015

Truyền thông tại Trung Quốc thông báo rằng nhóm sẽ trở lại vào ngày 7 tháng 6 với album phòng thu đầu tiên Happy Moment và ca khúc chủ đề "Happy" do "Black Eyed Pilseung" sáng tác.
Ngày 14 tháng 7, nhóm phát hành video âm nhạc cho đĩa đơn đầu tiên mang tên "Kiss Me".
Năm 2017, Trình Tiêu trở thành thành viên chính thức của chương trình Law of the Jungle do đài SBS sản xuất.
Vào ngày 19 tháng 1 năm 2017, cô đã tham dự Lễ trao giải Âm nhạc Seoul lần thứ 26 với Cosmic Girls và giành được Giải thưởng Phát triển Thường niên EPK. Vào ngày 30 tháng 1, anh đã tham gia Đại hội Thể thao Idol lần thứ 13 với Cosmic Girls, và giành được huy chương vàng thể dục nhịp điệu trong dự án cá nhân.
Vào ngày 9 tháng 4, Trình Tiêu đã được mời tham dự Lễ trao giải thường niên Billboard Music lần thứ 17 và giành được giải thưởng "Thần tượng quyền lực mới". Vào ngày 20 tháng 9, cô đã tham dự lễ trao giải Âm nhạc xuất sắc nhất SORIBADA lần thứ nhất cùng Cosmic Girls và giành được Giải thưởng Ngôi sao Hallyu Đang lên mới.

### 2018: Trở Về Trung Quốc Hoạt Động
Năm 2018, cô trở thành  cố vấn nhảy kiêm ban giám khảo cho chương trình Idol Producer cùng Lay (EXO), Jackson (GOT7), Kyulkyung (Pristin). Cùng năm đó, cô tham gia bộ phim truyền hình "Thiên Tỉnh Chi Lộ".
Vào ngày 11 tháng 2, cô tham gia buổi hòa nhạc chúc mừng Thế vận hội Mùa đông 2018 cùng với Cosmic Girls. Vào ngày 15 tháng 2, cô tham gia Đại hội Thể thao Idol lần thứ 15 với Cosmic Girls, và giành được huy chương đồng về thể dục nhịp điệu trong nội dung thi cá nhân.
Ngày 10/08/2018 phát hành OST “The Shadow of The Shark" nhạc chủ đề Movie The Meg, song ca cùng Vương Nhất Bác
Vào tháng 11 năm 2018, Trình Tiêu phát hành bài hát solo đầu tiên "If Love", một bản OST cho trò chơi trực tuyến Xuanyuan Sword. Ca khúc đứng vị trí thứ 3 trên QQ Music ngay khi phát hành.

### 2020: Bắt Đầu Đóng Phim

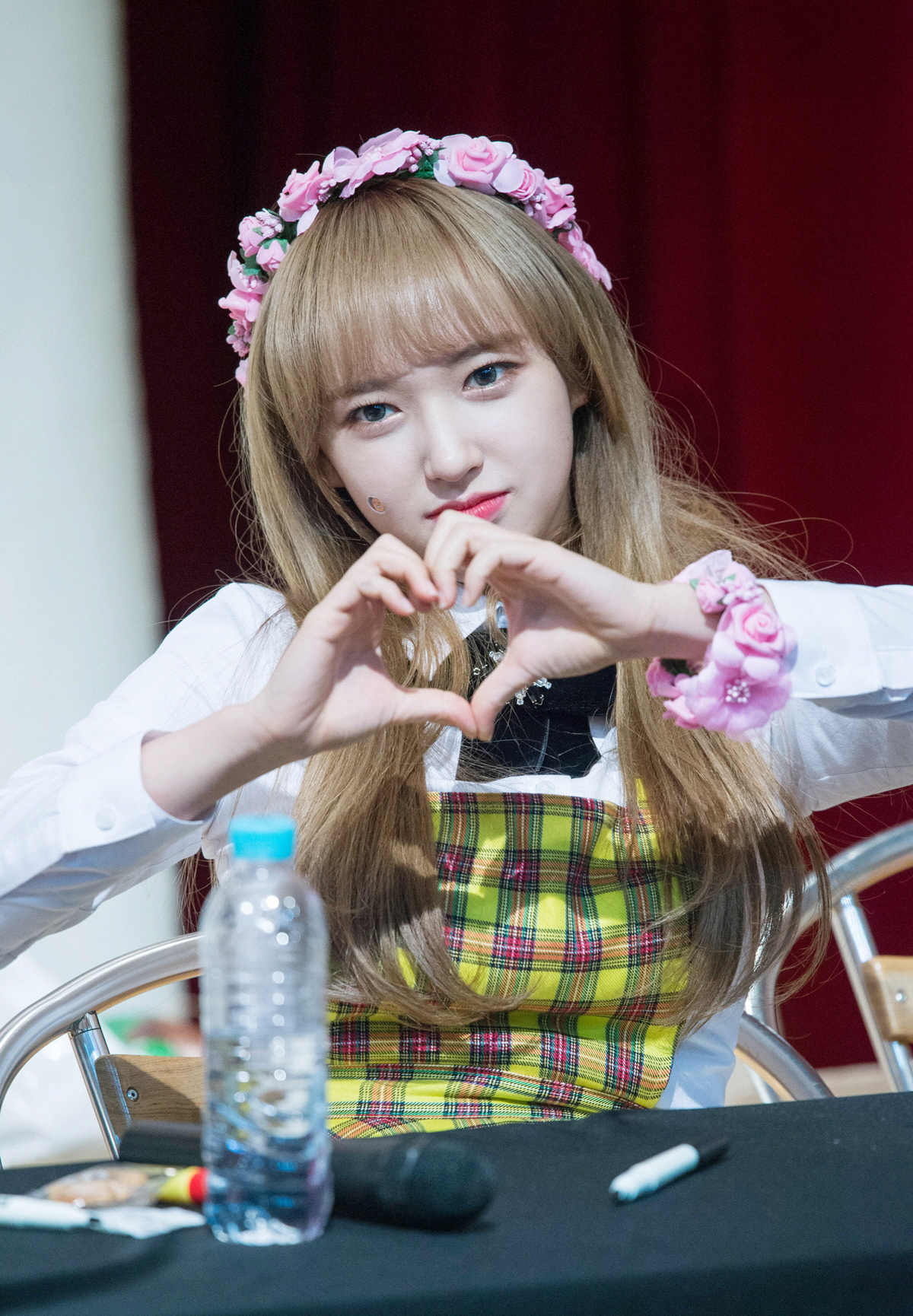

Năm 2020, khai máy bộ phim truyền hình "Khi Em Mỉm Cười Rất Đẹp" đóng chung với Hứa Khải . Ngày 23 tháng 4, " Thiên Tỉnh CHi Lộ " được phát sóng. Vào ngày 26 tháng 6, cô ấy đã tham gia vào chương trình tài năng của Youku "Thiếu Niên Chi Danh". Cô đóng cặp với Cốc Gia Thành trong bộ phim cổ trang " Khanh Khanh Ngã Tâm ".  Vào tháng 11, đóng chung với La Vân Hi trong bộ phim tình cảm đô thị "Lương Ngôn Tả Ý"
Ngày 28/12/2020 phát hành album đĩa đơn đầu tay “Focus-X" trên NetEase Cloud Music với chủ đề cô gái độc lập, trưởng thành, dũng cảm bước đi trên con đường của chính mình. Không có MV.
➥ Album đạt 100,000 bản sau 8 tiếng 58 phút mở bán.
Năm 2020, cô tham gia đóng trong bộ phim điện ảnh đầu tiên của mình là Phim Thám tử phố Tàu 3.

### 2021: Thành Công Với Bộ Phim "Khi Em Mỉm Cười Rất Đẹp"
Vào ngày 9 tháng 1 năm 2021, đóng cùng với Phạm Thừa Thừa, bộ phim võ thuật thần thoại "Linh Vực" đã được phát sóng trên IQIYI . Sau 3 tuần phát sóng, Linh Vực đã vượt qua nhiều bộ phim nổi bật chiếu cùng thời điểm như Hữu Phỉ, Dưới Ánh Mặt Trời (Vật Trong Tay), Cô Gái Tuyệt Vời, Lưu Kim Tuế Nguyệt, Thượng Dương Phú,… để nhận được số điểm đánh giá tương đối lý tưởng trên Douban là 7.4 điểm.
Vào ngày 23 tháng 6, bộ phim truyền hình "Khi Em Mỉm Cười Rất Đẹp" hợp tác cùng Hứa Khải đã được ra mắt. Bộ phim được chuyển thể từ tiểu thuyết cùng tên của nhà văn Thanh Mỗi thuộc thể loại hiện đại, thể thao điện tử. Bộ phim quy tụ dàn nam phụ cực phẩm, siêu “xịn sò” thu hút không hề thua kém “Cá Mực Hầm Mật”. 
Khi em mỉm cười rất đẹp đã vấp phải làn sóng chỉ trích dữ dội vì chuyển thể từ một tiểu thuyết lấy game thủ eSports có thật ngoài đời rồi chuyển đổi giới tính và vẽ nên câu chuyện ngôn tình sến súa. Ngay trong các tập đầu tiên, bộ phim cũng hứng chịu nhiều chê bai là diễn biến bất hợp lý, bị lộ nhiều chi tiết đạo nhái, tình tiết “sượng trân”...Sau khi tập đầu tiên lên sóng bộ phim Khi em mỉm cười rất đẹp ngay lập tức gây nhiều tranh cãi dữ dội trên các diễn đàn mạng xã hội. Một bộ phim về đề tài thể thao điện tử nhưng khi lên phim hoàn toàn đánh mất điều này, đánh mất cốt lõi quan trọng nhất của phim. Phần lớn khán giả khi xem phim đều cảm thấy vô cùng phẫn nộ và khó chịu vì dường như tác giả của tiểu thuyết gốc và đội ngũ biên kịch của phim chẳng có chút kiến thức nào về esport cả. Khi nói về tinh thần esport thứ quan trọng nhất đó chính là tinh thần thi đấu của các game thủ, việc thi đấu hết mình chính là sự tôn trọng đồng đội, tôn trọng đối thủ nhưng điều này đã bị phá bỏ hoàn toàn trong tập 1.
Tuy nhận nhiều ý kiến trái chiều nhưng Khi Em Mỉm Cười Rất Đẹp vẫn đạt được những thành tựu đáng kể tại thị trường quốc tế. 
- Điểm IMDb của bộ phim “Khi Em Mỉm Cười Rất Đẹp” đạt được là 8.9.
- Đây là bộ phim truyền hình Châu Á - Thái Bình Dương có số điểm IMDb cao nhất và cũng là bộ phim truyền hình Trung Quốc duy nhất lọt vào TOP3.
- Theo tờ báo The Manila Times của Philippines, “Khi Em Mỉm Cười Rất Đẹp” - bộ phim truyền hình Trung Quốc được đón xem nhiều nhất tháng 7
- Bộ phim đạt 202 triệu lượt view sau 7 ngày phát sóng.

Bộ phim đứng đầu tại 6 quốc gia: 
- Thái Lan
- Malaysia
- Philippines
- Ả Rập
- Tây Ban Nha
- Bồ Đào Nha

Khi Em Mỉm Cười Rất Đẹp" xếp hạng #1 trong Top 5 C-Dramas trên WeTV năm 2021.
Tháng 12 cô được bình chọn trong Top3 nữ diễn viên được yêu thích nhất trên WeTv
Vào ngày 30 tháng 11, hợp tác với La Vân Hi trong bộ phim tình cảm đô thị "Lương Ngôn Tả Ý" đã được khởi chiếu. Vào ngày 9 tháng 12, đóng chung với Cốc Gia Thành trong bộ phim cổ trang " Khanh Khanh Ngã Tâm " đã được khởi chiếu.
“Khanh Khanh Lòng Ta” đứng Top 1 trong danh sách phim truyền hình tăng vọt của IQIYI Trung Quốc và Top 7 trong danh sách phim truyền hình HOT
“Khanh Khanh Lòng Ta” đứng top 1 phim truyền hình trên Wetv Hàn Quốc

### 2022: Tham Gia Các Show Truyền Hình

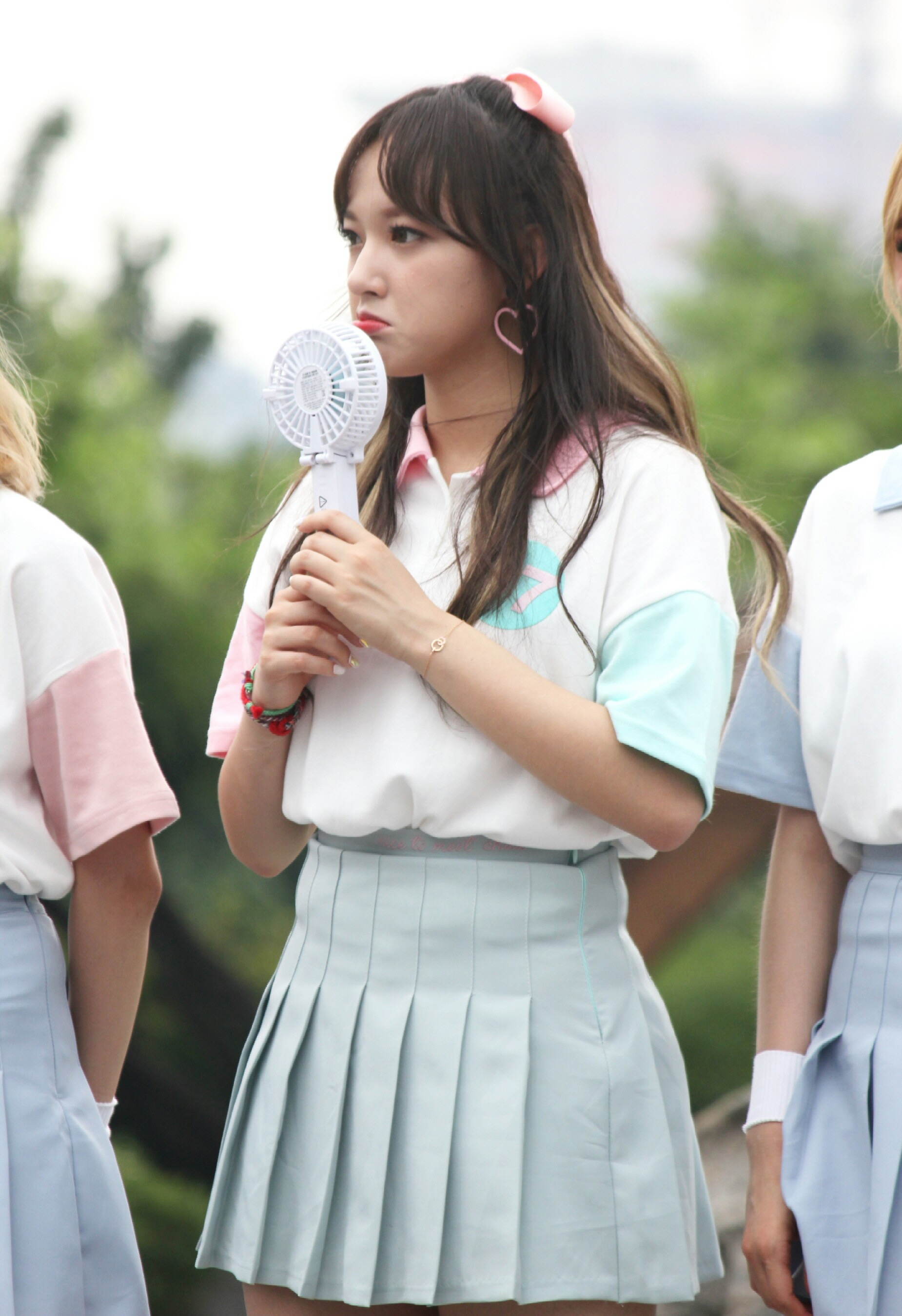

Vào ngày 7 tháng 2 năm 2022, "Kỳ Nghỉ Ấm Áp 2" sẽ được phát sóng trên iQiyi. Trình Tiêu trong vai Cheng Miao, một sinh viên và là một vận động viên trượt băng nghệ thuật. Vào ngày 25 tháng 2 năm 2022,cô phát hành MV Lonely Beauty để kỷ niệm 6 năm ra mắt của mình. Ngày 16 tháng 4, cô tham gia chương trình "Great Dance Crew" với tư cách là huấn luyện viên cùng với Vương Phi Phi, Ten và Uno Santa và show Great Dance Crew  đã nhận được đề cử Chương trình tạp kỹ chất lượng của năm tại Giải thưởng tạp kỹ Weibo 2022
Ngày 24 tháng 7, Trình Tiêu được đề cử trong TOP 100 gương mặt đẹp nhất năm 2022. 
Tháng 8, cô tham gia chương trình Mặt Nạ Vũ Nương, Trước đây khi tham gia " Mặt Nạ Vũ Nương 3", Cheng Xiao đã bị bong gân và đau thắt lưng và vào trận với chấn thương, sau khi kết thúc thì cô ấy "hơi tê" và phải nghỉ ngơi một thời gian. Hỏi lại cô ấy, liệu cô ấy có còn tham gia các chương trình tạp kỹ khiêu vũ thường xuyên như vậy vào năm 2023 không ? Cô ấy không chút do dự trả lời: " Tất nhiên ! Nếu có một sân khấu phù hợp, tôi vẫn sẽ đi. "Cô ấy quan tâm nhiều hơn đến việc liệu có đầu ra sân khấu tốt hay không và liệu quá trình đó có liên tục học hỏi và phát triển hay không " Ngoài ra, tôi lo lắng rằng độ 'tươi mới' trên sân khấu của mình trong tương lai sẽ giảm đi nên tôi sẽ duy trì trạng thái say xưa, để từ từ khơi dậy nhiều nguồn cảm hứng hơn".
Tháng 9 năm 2022 có thông tin cho rằng cô tham gia Đây Chính Là Nhảy Đường Phố Mùa 5 với vai trò khách mời. Ngày 2 tháng 10 từ khóa "CHENGXIAO, ĐÂY LÀ BỨC ẢNH KIÊU VŨ TRONG TRANG PHỤC MÀU ĐỎ" đạt No3 Hotsearch trên Weibo.
Ngày 8 tháng 10 năm 2022, Đây Chính Là Nhảy Đường Phố Mùa 5 với sự tham gia của Trình Tiêu trong tập 9 chính thức lên sóng.
Tháng 9, cô tham gia vào bộ phim Mạng Ảnh Tầm Tung với sự tham gia của Angelababy, Vương An Vũ. 
Tháng 11, cô được đưa vào dánh sách "Tứ tiểu hoa đán 95" trong vòng đầu tiên
Ngày 14 tháng 12 năm 2022, màn trình diễn bài hát Lonely Beauty được đề cử trong hạng mục  Màn trình diễn Dance xuất sắc nhất của Giải thưởng Âm nhạc Pop Châu Á

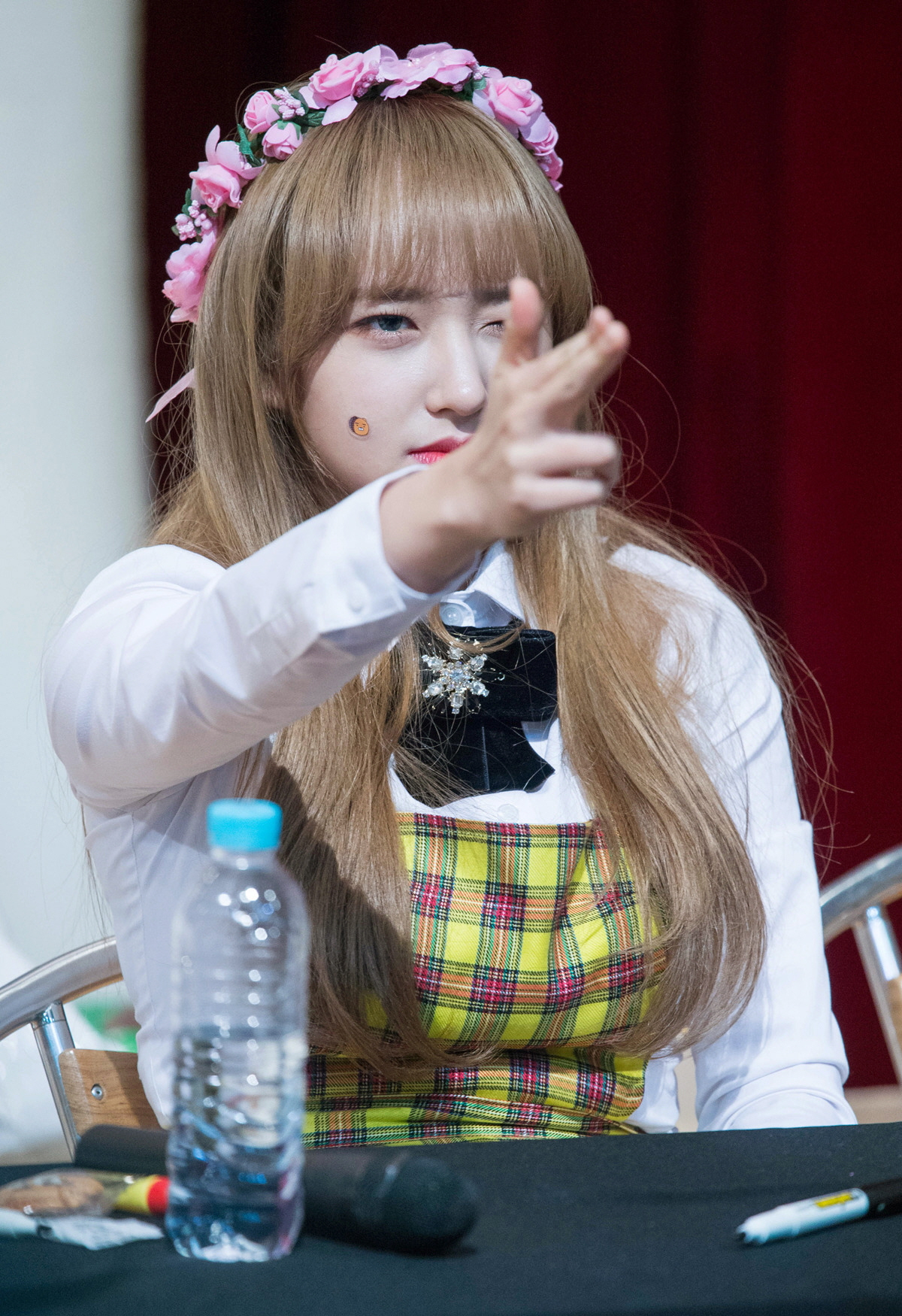

Ngày 25 tháng 12, bộ phim truyền hình " Lương Ngôn Tả Ý " được quán bá cho khán giả Nhật Bản
Hàn Quốc đã mua lại bản quyền phát sóng bộ phim tình cảm, đô thị Lương Ngôn Tả Ý do La Vân Hi và Trình Tiêu đóng chính đồng thời bắt đầu cấm, chặn các nguồn chiếu phim không chính thức tại các web của Hàn Quốc. Phim dự kiến phát sóng trên webcast, thời gian phát sóng đang đợi định.
Ngày 31 tháng 12, cô tham gia Đêm Hội Mừng Năm Mới Đài Đông Phương, Lễ Giao thừa 2023  Tiệc tất niên Dragon TV
Bộ phim Lương Ngôn Tả Ý sẽ được phát sóng tại Nhật Bản bắt đầu từ ngày 7 tháng 12 năm 2022. Khi em mỉm cười rất đẹp với sự tham gia diễn chính của bộ đôi Hứa Khải và Trình Tiêu bất ngờ trở thành bộ phim Trung Quốc đầu tiên được tiến hành lồng tiếng chuyên biệt tại Nga, đánh dấu sự thành công đáng kể của phim tại thị trường quốc tế. Mặc dù nhận phải nhiều gạch đá vì chất lượng phim không được như mong đợi, từ kịch bản, diễn xuất của diễn viên đều không đáp ứng được thị yêu song trước đó, Khi em mỉm cười rất đẹp vẫn thu về loạt thành tích cực tốt khi dẫn đầu một số các nền tảng lớn, được phát sóng tại 70 nước. Xét về đường dài, Khi em mỉm cười rất đẹp có lẽ là chiến mã đáng gờm nhất thời gian gần đây khi dù lên sóng từ năm 2021 nhưng đến cuối năm 2022 vẫn được nhiều khán giả trên thế giới đón xem.
Phim truyền hình của Trình Tiêu nổi tiếng ở nước ngoài
📍 Nhật Bản phát hành DVD Qing Qing My Heart / Khanh Khanh Ngã Tâm
📍 Lie To Love / Lương Ngôn Tả Ý được phát trên MX PLAYER ở Ấn Độ
📍 Phát hành DVD Lie to Love / Lương Ngôn Tả Ý Japan
📍 Vacation Of Love 2/ Kỳ Nghỉ Ấm Áp 2 được phát sóng trên đài truyền hình ELTA ( phim và kịch ) của Đài Loan
📍 Lie to love / Lương Ngôn Tả Ý được phát sóng trên nền tảng PLAYY (Hàn Quốc).
📍 WeTV Indonesia phát hành phiên bản lồng tiếng của Falling in your smile

### 2023: Kết Thúc Hợp Đồng VớiCosmic GirlsVà Hoạt Động Với Tư Cách Nghệ Sĩ Solo
Đầu năm 2023, cô tham gia đêm nhạc Giao thừa tại làng giải trí Hoa Ngữ. Trình Tiêu cũng trở thành cái tên được tìm kiếm nhiều thứ 2 trên Sina Weibo với từ khóa "Trình Tiêu hát nhép" trong tiết mục Tôi từng bắt gặp một tia sáng.
Fan của Trình Tiêu sau đó đã lên tiếng bênh vực nữ ca sĩ, cho rằng tiết mục củ cô có phần kết hợp với công nghệ AI nên phía nhà đài đã lồng ghép âm thanh để tránh sự cố.
Ngày 14 tháng 1 năm 2023, Trình Tiêu sẽ tham gia Đêm hội Kuaishou 1001 đêm. Và cô đã trình diễn sân khấu Như một giấc mơ " thuộc phần 2 của chương trình
Ngày 11 tháng 1, Trình Tiêu đến Trường Xuân để tham gia chương trình tạp kỹ trượt tuyết " Super Team ". Đội hình tham gia gồm: Trình Tiêu, Lưu Vũ Hân, Diêu Sâm, Phạm Thế Kỹ Cô tham gia Lễ hội mùa xuân truyền hình vệ tinh Hà Nam sẽ diễn ra vào ngày 15 tháng 1 lúc 18:30
Chương trình Great Dance Crew mùa 2 sẽ có sự tham gia của trình tiêu và Vương Phi Phi, Santa, Tiểu Quỷ, Phù Long Phi làm quản lý vũ đạo !
Ngày 3 tháng 3, theo một báo cáo độc quyền từ JTBC tiết lộ, có tới 5 thành viên của WJSN bao gồm Luda, Dawon, Ngô Tuyên Nghi, Trình Tiêu và Mạnh Mỹ Kỳ đều đã quyết định không tiếp tục gia hạn hợp đồng với công ty chủ quản Starship Entertainment. Từ đội hình 13 người, cái tên WJSN sẽ chỉ còn hoạt động với 8 thành viên.
Ngày 10 tháng 3, cô tham gia ghi hình chương trình Hi, City Hunter (Xin chào, thợ săn thành phố). 8 thợ săn đầu người đến từ các đường đua khác nhau sẽ hoàn thành 6 nhiệm vụ lớn trong vòng 28 ngày và cạnh tranh để tìm ra người chiến thắng cuối cùng của Chương trình Thợ săn Thành phố. 
Ngày 12 tháng 8, một trang truyền thông tên TVBS của Hongkong đưa tin, Lương Triều Vỹ (61 tuổi) đang có mối quan hệ tình cảm ngoài hôn nhân với Trình Tiêu, nói rằng năm ngoái hai người bị chụp ảnh đi dạo phố và cả hai đã có con riêng với nhau.Và Lương Triều Vĩ đã mua một biệt thự cho Trình Tiêu ở Nhật Bản và cô đã sinh con cho ông ta. Báo ghi chú Trình Tiêu từng có tin đồn với với Vương Nhất Bác.. Ngay sau đó phía Trình Tiêu đã phủ nhận tin đồn vô căn cứ.

## Danh sách phim

### Phim truyền hình
| Năm  | Tựa đề                     | Tựa đề          | Tựa đề                  | Vai diễn       | Bạn diễn                                 | Vai trò                                    | Kênh            |
| Năm  | Tiếng Việt                 | Tiếng Trung     | Tếng Anh                | Vai diễn       | Bạn diễn                                 | Vai trò                                    | Kênh            |
| 2020 | Thám Tử Phố Tàu 3 Webdrama | 唐人街探案 网剧 | Detective Chinatown 3   | Lục Tinh Tinh  | Trần Triết Viễn, Mã Bá Khiên             | Vai phụ (trong phân đoạn 3 - tập 9 đến 12) | IQIYI           |
| 2020 | Thiên Tỉnh Chi Lộ          | 天醒之路        | Legend Of Awakening     | Tần Tang       | Trần Phi Vũ, Hùng Tử Kỳ, Đặng Ân Hy      | Nữ chính                                   | IQIYI, Mango TV |
| 2021 | Linh Vực                   | 灵域            | Spirit Realm            | Lăng Ngữ Thi   | Phạm Thừa Thừa                           | Nữ chính                                   | IQIYI           |
| 2021 | Khi Em Mỉm Cười Rất Đẹp    | 你微笑时很美    | Falling Into Your Smile | Đồng Dao       | Hứa Khải                                 | Nữ chính                                   | Youku, Tencent  |
| 2021 | Khanh Khanh Lòng Ta        | 卿卿我心        | My Heart                | Lộ Khanh Khanh | Cốc Gia Thành                            | Nữ chính                                   | WeTV            |
| 2021 | Lương Ngôn Tả Ý            | 良言写意        | Lie To Love             | Tô Tả Ý        | La Vân Hi                                | Nữ chính                                   | Tencent         |
| 2022 | Kỳ Nghỉ Ấm Áp 2            | 假日暖洋洋2     | Vacation of Love 2      | Trình Diểu     | Lưu Đào, Trần Hách, Trương Gia Nghê      | Nữ ba                                      | IQIYI           |
| TBA  | Mạn Ảnh Tầm Tung           | 漫影寻踪        | Back for You            | Xuân Anh       | Vương An Vũ, Angelababy                  | Nữ phụ                                     | IQIYI           |
| TBA  | Nana                       | 娜娜            | Nana                    | TBA            | Li Hao Fei, Qiu Tian                     | Cameo                                      |                 |
| TBA  | Đại Mộng Quy Ly            |                 |                         | TBA            | Hầu Minh Hạo, Trần Đô Linh,Điền Gia Thụy | Nữ phụ                                     |                 |

### Phim điện ảnh
| Năm  | Tiếng Việt         | Tiếng Trung  | Tiếng Anh             | Vai diễn           | Bạn diễn                               |
| ---- | ------------------ | ------------ | --------------------- | ------------------ | -------------------------------------- |
| 2021 | Thám Tử Phố Tàu 3  | 唐人街探案 3 | Detective Chinatown 3 | Lục Tinh Tinh      | Lưu Hạo Nhiên, Vương Bảo Cường         |
| 2021 | Người Cầm Ô        | 撑伞人       | The Umbrella Man      | Na Na              | Châu Kha Vũ, Tô Hiểu Đồng              |
| 2025 | Hoa Hướng Duơng    | 电影向阳花   | Sunflower             | Quách Ái Mỹ        | Triệu Lệ Dĩnh, Lan Nhã Tây             |
| 2025 | Danh Sách Chia Tay | 电影分手清单 | Farewell List         | Phuơng Doanh Doanh | Âu Hào, Tăng Mộng Tuyết, Từ Mộng Khiết |

## Chương trình truyền hình (Show)
| Năm  | Tựa đề                                                                                    | Ghi chú                     | Tham gia cùng |
| 2016 | After School Club                                                                         | Tập 203                     | WJSN |
| 2016 | MV Bank Stardust 2                                                                        | Tập 230                     | WJSN |
| 2016 | Fan Heart Attack Idol TV                                                                  | Khách mời                   | WJSN |
| 2016 | Knowing Bros                                                                              | Khách mời (Tập 16)          | WJSN |
| 2016 | Weekly Idol                                                                               | Tập 243                     | WJSN |
| 2016 | Happy Together                                                                            | Khách mời (Tập 457)         | SeolA,Xuan Yi, Bona, Exy, Soobin, Luda, Dawon, Eunseo, Cheng Xiao, Mei Qi, Yeoreum, Dayoung, Yeonjung |
| 2016 | Pitch King                                                                                | Khách mời                   | SeolA,Xuan Yi, Bona, Exy, Soobin, Luda, Dawon, Eunseo, Cheng Xiao, Mei Qi, Yeoreum, Dayoung, Yeonjung |
| 2016 | Would You Like Girls: My Cosmic Diary                                                     | Thành viên cố định          | WJSN |
| 2016 | Idol Star Athletics Championships XII                                                     | Người biểu diễn             | Ngô Tuyên Nghi, Bona, Exy, Eunseo, Dayoung |
| 2016 | Let's Eat Dinner Together                                                                 | Khách mời tập 16            | Lee Kyung-kyu, Kang Ho Dong |
| 2016 | Battle Trip                                                                               | Khách mời tập 73            | Kim Sook |
| 2016 | Vocal War: God's Voice                                                                    | Khác mời tập 3,4            | Lee Hwi Jae, Sung Si-kyung, Muzie, Heo Young-ji |
| 2016 | Uzzu Tape (2016)                                                                          | Thành viên cố định          | Cùng WJSN |
| 2016 | Trick & True (2016)                                                                       | Khách mời tập 13            | Jun Hyun-moo, Kim Jung-hyun |
| 2016 | Yang and Nam Show                                                                         | Khách mời tập 6             | |
| 2016 | Life Bar                                                                                  | Khách mời tập 13,14         | Shin Dong-yup, Kim Jung-hyun, Eric Nam |
| 2016 | Idol Party: Under the Sky Without a Mother                                                | Khách mời tập 9             | Sorn (ca sĩ), Yuta, Kim Jun Ho, Leeteuk |
| 2016 | Lipstick Prince Season 1                                                                  | Khách mời tập 12            | Kim Hee-chul, Rowoon |
| 2016 | 2016 SBS Gayo Daejeon                                                                     | Người biểu diễn             | SeolA,Xuan Yi, Bona, Exy, Soobin, Luda, Dawon, Eunseo, Cheng Xiao, Mei Qi, Yeoreum, Dayoung, Yeonjung |
| 2017 | Song Ji-hyo's Beauty View                                                                 | Khách mời tập 5             | Song Ji-hyo, Gong Myung |
| 2017 | Luật rừng (chương trình truyền hình)                                                      | Khách mời (Tập 247-250)     | Gong Myung (5urprise), Sungyeol (INFINITE), Jin (BTS), Cheng Xiao (Cosmic Girls), Yoon Da-hoon, Sleepy (Untouchable), Kangnam (M.I.B), Kyungri (Nine Muses), Kang Tae-oh, Yoon Jung-soo, Kim Young-chul                                                  |
| 2017 | Đại hội Thể thao Idol 2017 - Giải vô địch aerobic, điền kinh, bắn cung, thể dục nhịp điệu | Người biểu diễn             | SeolA,Xuan Yi, Bona, Exy, Soobin, Luda, Dawon, Eunseo, Cheng Xiao, Mei Qi, Yeoreum, Dayoung, Yeonjung |
| 2017 | K-RUSH Season 1                                                                           | Khách mời tập 15            | Woo Hye-lim, I.M (Monsta X) |
| 2017 | After School Club                                                                         | Tập 246                     | WJSN |
| 2017 | Knowing Bros                                                                              | Tập 59                      | WJSN |
| 2017 | Weekly Idol                                                                               | Tập 291                     | WJSN |
| 2017 | Hello Counselor                                                                           |                             | Bona |
| 2017 | Lipstick Prince                                                                           | Tập 12                      | Luda, Bona, Exy, Eunseo, Dayoung |
| 2017 | Pot Stand                                                                                 | Khách mời tập 6             | Lee Kyung-kyu, Ahn Jae-wook, Kim Hee-chul |
| 2017 | Dragon Club-Immature Bromance                                                             | Khách mời tập 5,6           | Kim Jong-kook (ca sĩ), Cha Tae-hyun, Jang Hyuk, Hong Kyung-min, Hong Kyeong-in, Kim Min-seok (diễn viên) |
| 2017 | WJSN - WuSoBoShow                                                                         | Thành viên cố định          | SeolA,Xuan Yi, Bona, Exy, Soobin, Luda, Dawon, Eunseo, Cheng Xiao, Mei Qi, Yeoreum, Dayoung, Yeonjung |
| 2017 | The Swan Club                                                                             | Thành viên cố định          | Seo Jang-hoon, Wang Ji-won, Park Joo-Mi, Kim Joo-won, Kim Sung-eun |
| 2017 | The Swan Club: Pilot                                                                      | Thành viên cố định          | Oh Yoon-ah, Seo Jang-hoon, Wang Ji-won, Kim Sung-eun |
| 2018 | Two Yoo project sugarman 2                                                                | Khách mời tập 8             | Yoo Jae-suk, You Hee-yeol, Joy (ca sĩ) |
| 2018 | Super TV Season 1                                                                         | Khách mời tập 11, 12        | Leeteuk, Kim Hee-chul, Yesung, Shindong, Eunhyuk, Lee Dong-hae, Sorn (ca sĩ), Trang Đĩnh Hân, Choi Yu-jin, Seunghee, Jang Ye-eun, Jang Seung-yeon, SeolA,Xuan Yi, Bona, Exy, Soobin, Luda, Dawon, Eunseo, Cheng Xiao, Mei Qi, Yeoreum, Dayoung, Yeonjung |
| 2018 | After School Club                                                                         | Tập 308                     | SeolA,Xuan Yi, Bona, Exy, Soobin, Luda, Dawon, Eunseo, Cheng Xiao, Mei Qi, Yeoreum, Dayoung, Yeonjung |
| 2018 | Đại hội Thể thao Idol 2018                                                                | Giải nhất Thể dục nhịp điệu | SeolA,Xuan Yi, Bona, Exy, Soobin, Luda, Dawon, Eunseo, Cheng Xiao, Mei Qi, Yeoreum, Dayoung, Yeonjung |
| 2018 | Hello Counselor                                                                           | Khách mời                   | Bona, Yeon-jung |
| 2018 | Perfect Travel of Girlfriends                                                             | Tập 2 ngày 25/3             | Ngô Tuyên Nghi |
| 2018 | Idol League Season 1                                                                      | Khách mời tập 32            | SeolA,Xuan Yi, Bona, Exy, Soobin, Luda, Dawon, Eunseo, Cheng Xiao, Mei Qi, Yeoreum, Dayoung, Yeonjung |
| 2018 | Sing or Spin                                                                              | Thành viên tập 1,2          | Peng Yu, Li Ai, Julius Liu |
| 2018 | Idol Producer                                                                             | Dance Mentor                | Lay Trương Nghệ Hưng, Lí Vinh Hạo, Jackson Vương Gia Nhĩ, Chu Khiết Quỳnh, Âu Dương Tĩnh |
| 2018 | Star Gym 2                                                                                | Khách mời tập 5             | Koss Zhao, Da Zuo |
| 2018 | Pajama Friends                                                                            | Thành viên cố định          | Song Ji-hyo, Joy (ca sĩ), Jang Yoon-ju |
| 2018 | The Inn Season 2 (2018)                                                                   | Khách mời tập 10            | Lưu Đào (diễn viên), Philip Lau, Vương Hạc Đệ, Thầm Long, Lý Tâm Khiết, Ma Si Chao, Chương Linh Chi |
| 2018 | Wild Kitchen Season 1 (2018)                                                              | Khách mời tập 11            | Wang Han, Lâm Đan, Eddy Ou, Lâm Ngạn Tuấn, Vương Lâm Khải |
| 2018 | Happy Camp                                                                                | Tập ngày 07/07/2018         | Next 7, Vương Nhất Bác |
| 2018 | Happy Camp                                                                                | Tập ngày 08/09/2018         | Trần Kiều Ân, Trương Hàn, Dương Địch |
| 2018 | Thế Giới Dũng Cảm                                                                         | Thành viên cố định          | Trần Kiều Ân, Trương Hàn, Đỗ Giang, Dương Địch, Justin Hoàng Minh Hạo, Đinh Trạch Nhân |
| 2019 | Cực Hạn Thanh Xuân                                                                        | Đội Trưởng                  | Vương Lạc Đan, Vương Nhất Bác |
| 2019 | Chúng ta hẹn hò đi                                                                        | Quan sát viên               | Chu Chính Đình |
| 2019 | Đại hội Thể thao Idol 2018                                                                | Giải nhất Thể dục nhịp điệu | SeolA,Xuan Yi, Bona, Exy, Soobin, Luda, Dawon, Eunseo, Cheng Xiao, Mei Qi, Yeoreum, Dayoung, Yeonjung |
| 2020 | Happy Camp                                                                                | Tập ngày 04/01/2020         | Lưu Hạo Nhiên, Vương Bảo Cường, Trương Quân Ninh, Trình Tiêu, Mã Bá Khiên |
| 2020 | Sing or Spin 2020                                                                         | Tập 4                       | Trương Lương Dĩnh, Trương Vệ Kiện, Đồng Trác, F.I.R |
| 2020 | Nhiệm Vụ Ngọt Ngào                                                                        | Tập 18                      | |
| 2020 | Thiếu Niên Chi Danh 2020                                                                  | Dance Mentor                | Lay Trương Nghệ Hưng, Quách Kính Minh, Hồ Ngạn Bân, Hàn Vũ |
| 2020 | My Happy Life 2                                                                           | Thành viên Cố Định          | Dương Địch, Lí Tương, Vương Nhạc Luân, Triệu Dịch Hoan, Lý Bá Ân |
| 2021 | Trái Tim Rung Động                                                                        | Thành viên Cố Định          | Cindy Yen, Thẩm Mộng Thần, Qi Si Jun |
| 2021 | GAME OF SHARK                                                                             | Khách mời tập 3, 4          | Ngụy Đại Huân, Vương Nguyên, Tần Hạo, Jolin Jin. |
| 2022 | Những Người Bạn Vui Đùa Trong Tuyết                                                       | Thành viên Cố Định          | Nhiệm Trọng, Trình Tiêu, Triệu Nhượng R1SE, Diêu Sâm R1SE, Tôn Nhuế |
| 2022 | Nhóm Nhảy Tài Ba Great Dance Crew                                                         | Đội Trưởng                  | Vương Phi Phi, Ten (ca sĩ), Uno Santa |
| 2022 | Mặt Nạ Vũ Nương 3 - MASKED DANCING KING                                                   | Khách mời tập 7,8,10        | Trương Thuần Diệp |
| 2022 | Đây Chính Là Nhảy Đường Phố Mùa 5 Street dance of China 5                                 | Khách mời                   | Vương Nhất Bác, Hàn Canh, Trương Nghệ Hưng |
| 2022 | The Mews                                                                                  | Khách mời tập 3             | Vương Hàn |
| 2022 | The Moment of Love HÔM NAY BẠN THẬT XINH ĐẸP                                              | Khách Mời                   | Trương Manh, Pang Bo |
| 2023 | Nhóm Nhảy Tài Ba P2 Great Dance Crew 2                                                    | Đội Trưởng                  | Dương Thừa Lâm, Lý Vấn Hàn, Jessica Jung , Uno Santa, Cao Hãn Vũ, Li Sidani |
| 2023 | Hi, City Hunter Xin chào, thợ săn thành phố                                               | Đội trưởng                  | Đỗ Hoa, Dương Địch, Yang Tianzhen, Tô Tỉnh, |
| TBA  | Adventures in Winter                                                                      | Thành viên cố định          | Trương Vũ Kỳ, Chu Khiết Quỳnh, Đổng Khiết |
| TBA  | Super Team 2 Liên Minh Vận Động Viên 2                                                    | Thành Viên Cố Định          | Lưu Vũ Hân, Diêu Sâm, Phạm Thế Kỹ |
| TBA  | All-Star Street Dancing Show                                                              | Thành viên cố định          | Lưu Vũ (ca sĩ), Ten, Vương Nhất Bác, Vương Phi Phi, Uno Santa |
| TBA  | ASIA SUPER YOUNG                                                                          | Mentor                      | Chu Chính Đình , Trình Tiêu |
| TBA  | 来吧比个耶 (chưa có tên Tiếng Việt)                                                       | Thành Viên cố định          | Hàn Canh, Vương Hạc Đệ, Kim Thần |

## Quảng cáo và thời trang

### Hợp đồng quảng cáo và Thời trang
| Năm                | Thương hiệu và Sản phẩm                            | Ghi chú                                                                           |
| 2016               | Cosmetics skin79                                   | Hợp tác với EXY, Bona (ca sĩ), Eunseo (ca sĩ)                                     |
| KT Corporation     | Hợp tác với WJSN                                   |                                                                                   |
| Master of Eternity | Người mẫu cho game                                 |                                                                                   |
| 2017               | KT Corporation                                     | Riêng tư                                                                          |
| 2017               | UNIX 「Take Out Sugar Roll」                       | Hợp tác với WJSN                                                                  |
| 2017               | Kissme Cosmetics                                   | Riêng tư                                                                          |
| 2017               | Cloud and Wind                                     | Hợp tác với WJSN                                                                  |
| 2017               | Arena HOMME+                                       | Riêng tư (phát hành số tháng 10)                                                  |
| 2018               | Mặt nạ Avajar                                      | Hợp tác với WJSN , Super Junior                                                   |
| 2018               | Đồng Phục Học Sinh "Elite"                         | Hợp tác với WJSN , Seventeen (nhóm nhạc)                                          |
| 2018               | Đồng Hồ Julius                                     | Đại sứ thương hiệu                                                                |
| 2018               | SoulWorker                                         | Người mẫu đại diện                                                                |
| 2019               | OK x MOK Magazine                                  | Chụp tạp chí                                                                      |
| 2019               | Lancôme                                            | Giới thiệu sản phẩm                                                               |
| 2019               | Prada Linea Rossa Thu-Đông 2019!                   | Tham gia sự kiện                                                                  |
| 2019               | Disney X Gucci                                     | Tham gia sự kiện                                                                  |
| 2019               | Crest                                              | Đại ngôn                                                                          |
| 2020               | Nestlé Nesvita                                     | Đại ngôn                                                                          |
| 2020               | Michael Kors                                       | Đại ngôn                                                                          |
| 2020               | Mộng Ảo Tân Tru Tiên                               | Người phát ngôn hình tượng Bích Dao                                               |
| 2020               | Đấu Ngư Livestream                                 | Streamer                                                                          |
| 2020               | CHIC TEEN Magazine                                 | Trên trang bìa tạp chí thời trang Chicteen số tháng 6                             |
| 2020               | GQ Magazine                                        | Trên tạp chí GQ số tháng 7!                                                       |
| 2020               | Bobosnap Magazine                                  | Trên tạp chí Bobosnap tháng 7                                                     |
| 2020               | Helius                                             | Đại ngôn Đại sứ ánh sáng thương hiệu                                              |
| 2020               | KIND Magazine                                      | Trên Tạp chí KIND phụ bản số tháng 5                                              |
| 2020               | Cosmopolitan                                       | Chụp tạp chí                                                                      |
| 2020               | Free一起飞                                         | Quảng cáo BVS                                                                     |
| 2020               | KIKS Magazine                                      | Tạp chí tháng 7                                                                   |
| 2020               | Elle Magazine                                      | Trên tạp chí ELLE số tháng 10!                                                    |
| 2020               | Figure Story                                       | Người phát ngôn                                                                   |
| 2020               | Origins                                            | Bạn thân nhãn hàng mặt nạ Origins Duyệt Mộc Chi Nguyên khu vực Trung Quốc đại lục |
| 2021               | Schwarzkopf                                        | Đại ngôn                                                                          |
| 2021               | Millie’s Hermione                                  | Đại ngôn                                                                          |
| 2021               | Creer Beaute                                       | Đại ngôn                                                                          |
| 2021               | TOMMY HILFIGER                                     | Đại ngôn                                                                          |
| 2021               | Madame Figaro Mode                                 | Chụp tạp chí                                                                      |
| 2021               | LOEWE Paula's Ibiza 2021 Summer Limited Collection | Tham gia sự kiện                                                                  |
| 2021               | HAYDON                                             | Tham gia sự kiện khai trương cửa hàng                                             |
| 2021               | NeufMode                                           | Chụp tạp chí số 9 ( cũng với La Vân Hi)                                           |
| 2021               | TẠP CHÍ HARPER’s BAZAAR STAR                       | Trên trang bìa tạp chí (cùng với Hứa Khải)                                        |
| 2021               | TẠP CHÍ ICON-F                                     | Chụp tạp chí                                                                      |
| 2021               | Power Circles                                      | Bìa tạp chí tháng 8                                                               |
| 2021               | Skin Advanced Platinum                             | Đại ngôn                                                                          |
| 2022               | Valentino                                          | Tham gia sự kiện                                                                  |
| 2022               | Thiên Nhai Minh Nguyệt Đao Mobile                  | Đại ngôn                                                                          |
| 2022               | Charles & Keith                                    | Quảng cáo túi xách và giày                                                        |
| 2022               | Tạp chí du lịch VOYAGE tháng 1/2022                | Chụp bìa tạp chí                                                                  |
| 2022               | Givenchy - The Kenny Bag                           | Quảng cáo túi xách Kenny Bag                                                      |
| 2022               | Realme GT Neo 3                                    | Đại ngôn - Người trải nghiệm trào lưu                                             |
| 2022               | Đồ nữ Xuân hè 2022 của Fendi                       | Quảng cáo túi xách Fendigraphy Small Leather White                                |
| 2022               | Veja × Marni                                       | Quảng cáo giày                                                                    |
| 2022               | Valentino                                          | Quảng cáo túi xách Valentino Garavani One Stud                                    |
| 2022               | 𝐏𝐈𝐍𝐊 𝐁𝐄𝐀𝐑 ► Đại sứ ngọt ngào                       | Đại ngôn                                                                          |
| 2022               | Fox Factory Big Traur                              | Phỏng vấn                                                                         |
| 2022               | RAYLI FASHION & BEAUTY                             | Chụp bìa tạp chí                                                                  |
| 2022               | Master Kong Iced Tea                               | Phát ngôn thương hiệu                                                             |
| 2022               | Coty x Global Duty Free Cityy                      | Tham gia sự kiện quảng bá                                                         |
| 2022               | Neufmode                                           | Chụp tạp chí                                                                      |
| 2022               | Fendi Thu / Đông 2022                              | Quảng cáo                                                                         |
| 2022               | CALVINLUO                                          | Tham gia sự kiện khai trương                                                      |
| 2022               | K!ND CHIC                                          | Bìa tạp chí Tháng 9                                                               |
| 2022               | Estee Lauder                                       | Đại ngôn Bạn thân thương hiệu                                                     |
| 2022               | À Part China                                       | Chụp tạp chí số mùa thu 2022                                                      |
| 2022               | Beaster Wave                                       | Đại sứ thương hiệu                                                                |
| 2022               | Tmall 11.11                                        | Quảng cáo                                                                         |
| 2022               | Master Kong Ice                                    | Livetream thương hiệu                                                             |
| 2022               | Marie Claire                                       | TẠP CHÍ THÁNG 12 PHIÊN BẢN ĐẶC BIỆT                                               |
| 2022               | Cosmopolitan                                       | COSMO MAGAZINE X EP YAING                                                         |
| 2022               | CrossFire Legends                                  | Livestream Game                                                                   |
| 2022               | Beaster Wave                                       | Đại sứ thương hiệu Đại ngôn                                                       |
| 2022               | Fendi                                              | Chụp ảnh                                                                          |
| 2022               | Vanity Teen                                        | Chụp tạp chí                                                                      |
| 2023               | Y Lợi                                              | Quảng cáo sản phẩm                                                                |
| 2023               | Bosideng                                           | Quảng cáo sane phẩm                                                               |
| 2023               | TẠP CHÍ OK!                                        | Chụp tạp chí số tháng 2                                                           |
| 2023               | BEASTER WAVE                                       | Đại ngôn Đại sứ thương hiệu                                                       |
| 2023               | Fendi                                              | Quảng cáo sản phẩm                                                                |
| 2023               | Rựu Martell Cognac                                 | Quảng cáo rựu                                                                     |
| 2023               | Vaseline                                           | Đại ngôn                                                                          |
| 2023               | Puma                                               | Chụp ảnh quảng cáo                                                                |
| 2023               | Kem NOC Xujinhuan                                  | Đại ngôn                                                                          |

### Tham Gia Sự Kiện
| Năm                       | Tên thương hiệu                                    | Ghi chú                               |
| 2019                      | Prada Linea Rossa Thu-Đông 2019!                   | Tham gia sự kiện                      |
| 2019                      | Disney X Gucci                                     | Tham gia sự kiện                      |
| 2021                      | LOEWE Paula's Ibiza 2021 Summer Limited Collection | Tham gia sự kiện                      |
| 2021                      | HAYDON                                             | Tham gia sự kiện khai trương cửa hàng |
| 2021                      | Thảm đỏ Elle Thịnh Điển                            | Đi thảm đỏ Tham gia sự kiện           |
| 2022                      | Valentino                                          | Tham gia sự kiện                      |
| 2022                      | Coty x Global Duty Free Cityy                      | Tham gia sự kiện quảng bá             |
| 2022                      | CALVINLUO                                          | Tham gia sự kiện khai trương          |
| 2022                      | Tuần lễ Thời trang Thượng Hải                      | Tham gia sự kiện                      |
| 2022                      | Master Kong Ice                                    | Livetream thương hiệu                 |
| 2022                      | CrossFire Legends                                  | Livestream Game                       |
| 2023                      |                                                    |                                       |
| Đêm hội mừng năm mới 2022 | Tham gia biểu diễn                                 |                                       |
| Đêm hội Kuaishou 1001     | Biểu diễn                                          |                                       |
| Lễ hội mùa xuân           | Tham gia lễ hội                                    |                                       |
| Milan Fashion Week 2023   | Tham gia sự kiện tại Milan (Ý)                     |                                       |
| Sohu Fashion Awards 2023  | Đi thảm đỏ và tham gia sự kiện                     |                                       |
| Estée Lauder              | Tham gia sự kiện                                   |                                       |
| NOC Xujinhuan             | Livetream thương hiệu                              |                                       |

## Fansign Event, Mini Fanmeeting
| Năm  | Thời gian  | Tên                                                                                            | Ghi chú                              |
| 2016 | 05/03/2016 | WJSN's 1st Sinchon Fansign Event                                                               | Fansign đầu tiên của WJSN            |
| 2016 | 06/03/2016 | 2nd Fansign in Yeouido                                                                         | Fansign thứ 2 của nhóm               |
| 2016 | 12/03/2016 | Mini Fanmeeting/Fansign tại Myeongdong                                                         | Cùng với WJSN Finsign thứ 3 của nhóm |
| 2016 | 13/03/2016 | Yongsan Fansign Event                                                                          | Finsign thứ 4 của nhóm               |
| 2016 | 19/03/2016 | Gangnam Fansign Event x Mini Fanmeeting                                                        | Finsign thứ 5 của nhóm               |
| 2016 | 20/03/2016 | Jongro Fansign                                                                                 | Finsign thứ 6 của nhóm               |
| 2016 | 26/03/2016 | Yongsan Fansign Event                                                                          | Finsign thứ 7 của nhóm               |
| 2016 | 27/03/2016 | Jamsil Fansign event                                                                           | Finsign thứ 8 của nhóm               |
| 2016 | 02/04/2016 | HapJeong Fansign Event                                                                         | Finsign thứ 9 của nhóm               |
| 2016 | 03/04/2016 | Busan Fansign                                                                                  | Finsign thứ 10 của nhóm              |
| 2016 | 03/04/2016 | Daegu Fansign                                                                                  | Finsign thứ 11 của nhóm              |
| 2016 | 10/04/2016 | Incheon Fansign                                                                                | Cùng với WJSN                        |
| 2016 | 30/04/2016 | Jongro Fansign Event                                                                           | Cùng với WJSN                        |
| 2016 | 01/05/2016 | Mokdong Fansign Event                                                                          | Cùng với WJSN                        |
| 2016 | 15/05/2016 | Daechi Fansign Event                                                                           | Cùng với WJSN                        |
| 2016 | 25/05/2016 | Daechi Fansign Event                                                                           | Cùng với WJSN                        |
| 2016 | 25/05/2016 | Fansign event at Daechi                                                                        | Cùng với WJSN                        |
| 2016 | 02/06/2016 | Fanmeeting tại Deokjeokdo Incheon (trong chương trình "Would You Like Girls: My Cosmic Diary") | Cùng với WJSN                        |
| 2016 | 14/08/2016 | Stamp Reward Event                                                                             | Cùng với WJSN                        |
| 2016 | 21/08/2016 | Yeongdeungpo Fansign Event                                                                     | Cùng với WJSN                        |
| 2016 | 27/08/2016 | Daegu/Busan Fansign Event                                                                      | Cùng với WJSN                        |
| 2016 | 28/08/2016 | Yongsan Fansign Event                                                                          | Cùng với WJSN                        |
| 2016 | 10/09/2016 | Myeongdong Fansign Event                                                                       | Cùng với WJSN                        |
| 2016 | 11/09/2016 | Gangnam Fansign Event                                                                          | Cùng với WJSN                        |
| 2016 | 18/09/2016 | Hanam Fansign Event                                                                            | Cùng với WJSN                        |
| 2016 | 25/09/2016 | Mokdong Fansign Event                                                                          | Cùng với WJSN                        |
| 2016 | 01/10/2016 | Konkuk University Fansign Event                                                                | Cùng với WJSN                        |
| 2016 | 03/10/2016 | Jamsil Hot Track Fansign Event                                                                 | Cùng với WJSN                        |
| 2016 | 09/10/2016 | Cheongju Fansign Event                                                                         | Cùng với WJSN                        |
| 2016 | 23/12/2016 | Going to KBS Music Bank/ Mini Fanmeeting                                                       | Cùng với WJSN                        |
| 2017 | 07/01/2017 | Myeongdong Fansign Event                                                                       | Cùng với WJSN                        |
| 2017 | 14/01/2017 | Yeongdeungpo Fansign Event                                                                     | Cùng với WJSN                        |
| 2017 | 15/01/2017 | Gangnam Fansign Event                                                                          | Cùng với WJSN                        |
| 2017 | 22/01/2017 | Fansign event tại Jayla Art Hall, Hongdae                                                      | Cùng với WJSN                        |
| 2017 | 29/01/2017 | Hanam Fansign Event                                                                            | Cùng với WJSN                        |
| 2017 | 06/02/2017 | Sinchon Fansign Event                                                                          | Cùng với WJSN                        |
| 2017 | 12/02/2017 | Daejeon Fansign Event                                                                          | Cùng với WJSN                        |
| 2017 | 13/02/2017 | Jongno Fansign Event                                                                           | Cùng với WJSN                        |
| 2017 | 25/02/2017 | Daejeon Fansign Event                                                                          | Cùng với WJSN                        |
| 2017 | 26/02/2017 | Incheon Fansign Event                                                                          | Cùng với WJSN                        |
| 2017 | 01/03/2017 | Gwangju Fansign Event                                                                          | Cùng với WJSN                        |
| 2017 | 09/06/2017 | Sinnara Fansign Event                                                                          | Cùng với WJSN                        |
| 2017 | 17/06/2017 | Music Core Mini Fanmeeting                                                                     | Cùng với WJSN                        |
| 2017 | 18/06/2017 | COEX Guerilla Event                                                                            | Cùng với WJSN                        |
| 2017 |            |                                                                                                | Cùng với WJSN                        |

## Danh sách đĩa nhạc
| Tên                                                                     | Năm       | Peak chart positions | Peak chart positions | Album                                                                 |
| Tên                                                                     | Năm       | CHNQQ                | CHNBillboard         | Album                                                                 |
| Đóng vai trò nghệ sĩ chính                                              |           |                      |                      |                                                                       |
| "Focus-X" ''Lonely Beauty''                                             | 2020 2022 | TBA                  | TBA                  | Focus-XLonely Beauty                                                  |
| Collaborations                                                          |           |                      |                      |                                                                       |
| "Taxi" (với Eunha, YooA, Nayoung và Nancy với tư cách nhóm Sunny Girls) | 2016      | —                    | —                    | Inkigayo Music Crush Part. 2                                          |
| "Confession Song" (告白情歌) (với Mạnh Mỹ Kỳ, Ngô Tuyên Nghi)           | 2017      | —                    | —                    | Ca khúc quảng bá phim Once Again                                      |
| "The Shadow of the Shark" (với Vương Nhất Bác)                          | 2018      | —                    | 9                    | Ca khúc quảng bá phim Cá mập siêu bạo chúa                            |
| "Fruit Quick Burn"(果燃痛快) (với Xu Xingyou)                           | 2022      | —                    | —                    | Bài hát thương hiệu của Master Kong Iced Tea Black Hương vị nhiệt đới |
| Original Soundtrack (OST)                                               |           |                      |                      |                                                                       |
| "If Love" (若情)                                                        | 2018      | 3                    | —                    | Hiên Viên kiếm OST                                                    |
| "I Don't Believe You" (别轻易相信)                                      | 2020      | —                    | —                    | Thám Tử Phố Tàu 3 OST                                                 |
| "Soulmate" (第一默契)                                                   | 2021      | TBA                  | —                    | Khi Em Mỉm Cười Rất Đẹp OST (song ca với Hứa Khải)                    |

### Cùng với WJSN
| Tiêu đề                              | Năm  | Vị trí xếp hạng cao nhất | Vị trí xếp hạng cao nhất | Doanh số       | Album            |
| Tiêu đề                              | Năm  | HQ                       | KOR Hot                  | Doanh số       | Album            |
| "Mo Mo Mo" (모모모)                  | 2016 | 206                      | —                        | - Hàn: 14,523  | Would You Like?  |
| "Catch Me" (캐치미)                  | 2016 | —                        | —                        | —              | Would You Like?  |
| "Secret" (비밀이야)                  | 2016 | 49                       | —                        | - Hàn: 89,219  | The Secret       |
| "I Wish" (너에게 닿기를)             | 2017 | 49                       | —                        | - Hàn: 166,115 | From. WJSN       |
| "Happy" (해피)                       | 2017 | 77                       | —                        | - Hàn: 45,435  | Happy Moment     |
| "Dreams Come True" (꿈꾸는 마음으로) | 2018 | —                        | 67                       | —              | Dream Your Dream |
| "Save Me, Save You" (부탁해)         | 2018 | —                        | 63                       | —              | WJ Please?       |

##### Đĩa đơn không nằm trong album
| Tiêu đề             | Năm  | Album                         |
| "Kiss Me" (키스 미) | 2017 | Đĩa đơn không nằm trong album |

#### Sub-unit
- Y-teen

| Năm  | Tên         | Ghi chú |
| 2018 | "Do better" | Hợp tác với Shownu, Wonho, Minhyuk, Kihyun, Hyungwon, Jooheon, I.M (Monsta X, Seola, Exy, Soobin, Eunseo, Chengxiao, Yeoreum, Dayoung |

## Video âm nhạc

### Video âm nhạc

#### WJSN
| Năm  | Ngày phát hành | Tên                                | Đạo diễn           | Thành viên    | Ghi chú                        |
| 2016 | 25 tháng 2     | MoMoMo (모모모)                    | Zanybros           | Cùng với WJSN | —                              |
| 2016 | 10 tháng 3     | Catch Me (캐치미)                  | Zanybros           | Cùng với WJSN | —                              |
| 2016 | 17 tháng 8     | Secret (비밀이야)                  | Fantazy Lab        | Cùng với WJSN | MV đầu tiên có Yeonjung        |
| 2017 | 4 tháng 1      | I Wish (너에게 닿기를)             | Fantazy Lab        | Cùng với WJSN | —                              |
| 2017 | 7 tháng 6      | Happy                              | Fantazy Lab        | Cùng với WJSN | —                              |
| 2017 | 14 tháng 7     | Kiss Me                            | MOG Communications | Cùng với WJSN | CF hợp tác với mỹ phẩm Kiss Me |
| 2018 | 27 tháng 2     | Dreams Come True (꿈꾸는 마음으로) | Fantazy Lab        | Cùng với WJSN |                                |

### Giải thưởng
| Năm  | Giải thưởng                      | Hạng mục                                                  | Kết quả   |
| ---- | -------------------------------- | --------------------------------------------------------- | --------- |
| 2016 | ISAC 2016                        | Huy chương vàng cho môn Thể dục dụng cụ                   | Đoạt giải |
| 2017 | ISAC 2017                        | Huy chương đồng cho môn Thể dục dụng cụ                   | Đoạt giải |
| 2017 | 17th Top Chinese Music Awards    | New Power Idol                                            | Đoạt giải |
| 2018 | Cosmo Beauty Ceremony            | Annual Youthful Beautiful Idol                            | Đoạt giải |
| 2019 | Sina Fashion Awards              | Popular Idol of the Year                                  | Đoạt giải |
| 2019 | IQiyi Screaming Night 2019       | Bộ Phim Được Mong Chờ Nhất 2020 "Linh Vực"                | Đoạt giải |
| 2021 | Wonderland Tiên Cảnh Chi Dạ 2021 | Nữ Diễn Viên Mới Của Năm                                  | Đoạt giải |
| 2021 | Rayli Beauty Awards 2021         | Giải Thưởng Sắc Đẹp                                       | Đoạt giải |
| 2021 | Sina Style Awards                | Nghệ sĩ thời thượng của năm                               | Đoạt giải |
| 2022 | Giải thưởng Âm nhạc Pop Châu Á   | Lonely Beauty - Màn trình diễn Dance xuất sắc nhất        | Đề cử     |
| 2022 | Giải thưởng tạp kỹ Weibo 2022    | Great Dance Crew - Chương trình tạp kỹ chất lượng của năm | Đề cử     |
| 2023 | Sohu Fashion Awards 2023         | Ngôi Sao Nữ Thời Trang Có Sức Ảnh Hưởng Của Năm           | Đoạt giải |